# Rõõsa
Rõõsa es una localidad del municipio de Kose en el condado de Harju, Estonia. Tiene una población estimada, a fines de 2021, de 47 habitantes.
Está ubicada en el centro-sur del condado, a poca distancia al sur de Tallin y de la costa del mar Báltico, y cerca del río Pirita y de la frontera con los condados de Rapla y Järva.